# La Chambre bleue (film)
Pour les articles homonymes, voir La Chambre bleue.
Pour plus de détails, voir Fiche technique et Distribution.
La Chambre bleue est un film français réalisé par Mathieu Amalric et sorti le 16 mai 2014. Il s'agit d'une adaptation du roman La Chambre bleue (1964) de Georges Simenon. Le film a été sélectionné au Festival de Cannes 2014 dans la section Un certain regard.

## Synopsis
Julien Gahyde, incarcéré et interrogé dans le cadre de l'enquête judiciaire sur la mort suspecte de son épouse Delphine, évoque sa courte relation adultère avec Esther Despierre, une amie d'enfance que la vie a remise sur son chemin, et à laquelle, dans une réponse trop empreinte de légèreté, il a déclaré un « amour » et sa possibilité de « vivre avec elle ».

## Fiche technique
- Titre : La Chambre bleue
- Titre à l'international :
- Réalisation : Mathieu Amalric
- Scénario : Mathieu Amalric et Stéphanie Cléau adapté de La Chambre bleue de Georges Simenon
- Directeur de la photographie : Christophe Beaucarne
- Son : Olivier Mauvezin, Séverin Favriau, Stéphane Thiébaut
- Musique : Grégoire Hetzel et Chaconne en ré mineur BWV 1004 de Bach
- Montage : François Gédigier
- Costumes : Dorothée Guiraud
- Décors : Christophe Offret
- Producteur : Paulo Branco
- Société de production : Alfama Films, Arte France Cinéma[1], Cofinova 10
- Année de production : 2013
- Pays d'origine :  France
- Langue originale : français
- Genre : Thriller érotique[2] et néo-noir[2]
- Durée : 75 minutes
- Dates de sortie :
  - France : 16 mai 2014

## Distribution
|                                            |  |  |
| Mathieu Amalric et Léa Drucker en mai 2013 |  |  |

- Léa Drucker : Delphine Gahyde
- Mathieu Amalric : Julien Gahyde
- Stéphanie Cléau : Esther Despierre
- Laurent Poitrenaux : le juge Diem
- Serge Bozon : Le gendarme
- Blutch : Le psychologue
- Mona Jaffart : Suzanne Gahyde
- Véronique Alain : La mère de Nicolas
- Paul Kramer : L'avocat de Julien
- Alain Fraitag : L'avocat d'Esther
- Christelle Pichon : Christelle, La greffière du juge

## Projet et réalisation du film

### Écriture du scénario

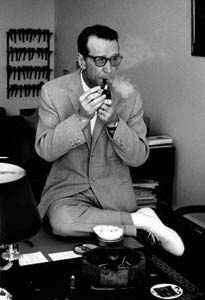
Georges Simenon en 1963.

Alors que depuis 2012 Mathieu Amalric travaille à l'écriture d'une nouvelle adaptation cinématographique du roman de Stendhal Le Rouge et le Noir, l'ambition du projet entraîne des délais de préproduction. Le producteur Paulo Branco demande en avril 2013 à Mathieu Amalric de se lancer de manière « simple, rapide, dans l'esprit d'une vraie série B » dans la réalisation d'un autre film, avec l'adaptation d'un autre roman, La Chambre bleue (1964) de Georges Simenon, dont Branco et Amalric ont obtenu les droits. L'adaptation de ce roman noir sentimental — auquel le réalisateur est depuis longtemps attaché et qu'il déclare être l'un de ses romans préférés,, —, initiée depuis février, est faite en collaboration avec la metteuse en scène (et alors compagne d'Amalric) Stéphanie Cléau durant la période du festival de Cannes où Mathieu Amalric vient présenter deux films en compétition. Tous deux s'attachent en particulier à transcrire dans le scénario du film les deux temps s'opposant dans le roman, l'interrogatoire judiciaire et la réalité rétrospective des faits, tout en mettant en avant le rapport aux « sensations » qui sont au centre de l'écriture de Simenon, qu'elles soient de nature visuelles, olfactives ou liées aux sons,.
Contrairement au roman qui se déroulait dans les années 1960, le scénario du film place l'histoire dans le présent notamment pour simplifier la réalisation du projet et ne pas avoir à travailler sur la recherche d'éléments de décors et matériels nécessaires à une reconstitution historique. De la même manière, les noms des personnages sont changés et adaptés à une période contemporaine. Pour les auteurs, le réalisme des auditions du prévenu par le juge d'instruction ainsi que la dynamique qui existe entre ce dernier et sa greffière ont revêtu une importance majeure. Mathieu Amalric a pour cela obtenu de nombreux conseils du juge du tribunal de Bobigny Philippe Salomon et de sa greffière pour transposer au mieux le déroulement de ces entretiens et a souhaité intégrer au film différents professionnels d'une cour d'assises.

### Tournage et montage

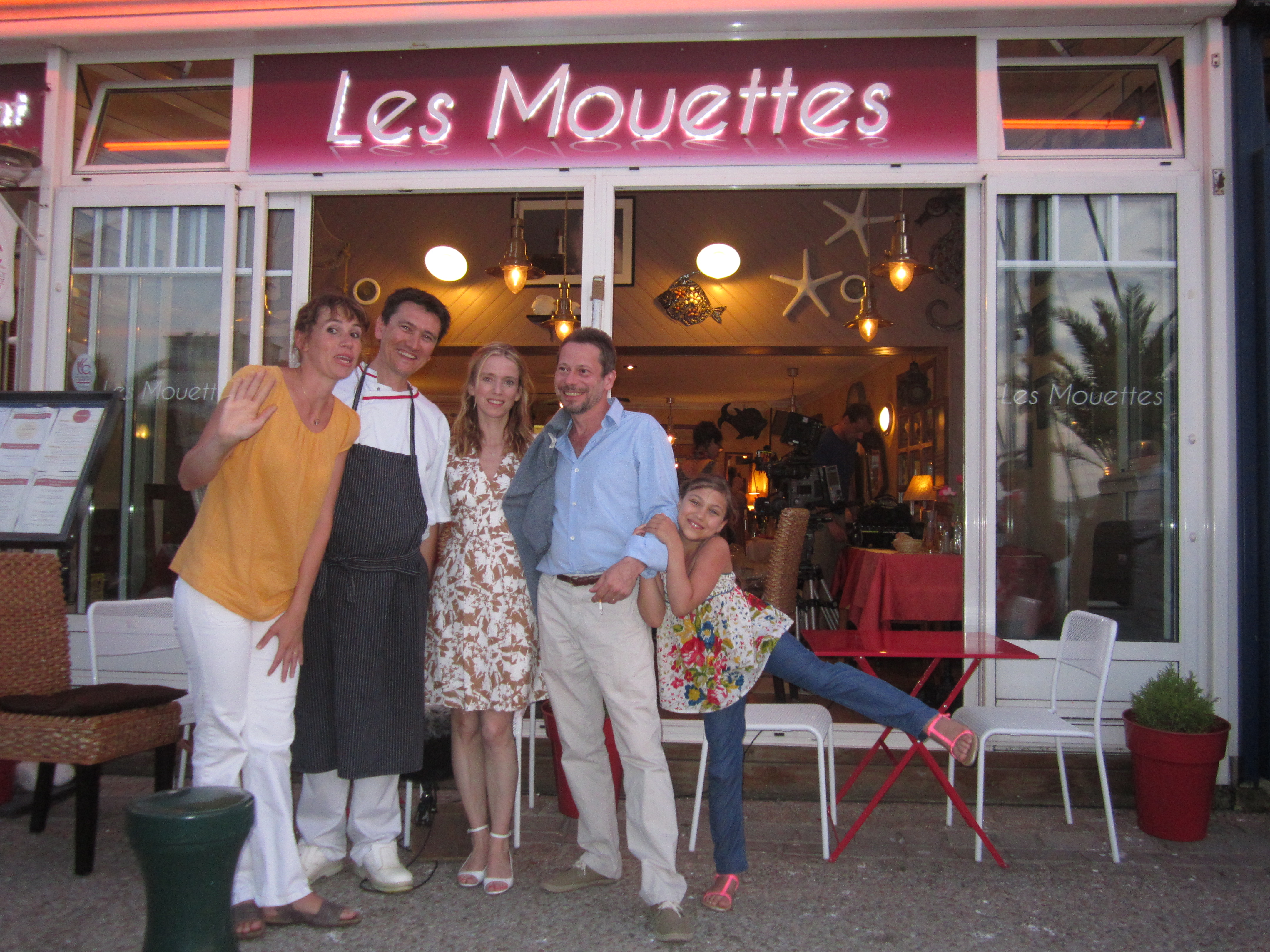
Au centre Mathieu Amalric et Léa Drucker, lors du tournage aux Sables-d'Olonne en juillet 2013.

Le tournage est entrepris volontairement sans attendre les financements traditionnels (coproduction, aide des commissions de financement, droits télévisuels) du cinéma français avec une équipe (d'environ quinze personnes) et un budget réduits (de l'ordre de deux millions d'euros et grâce à la prévente du projet lors du Marché du film de Cannes lors de la 66e édition du festival) ainsi qu'avec Mathieu Amalric dans la distribution. Les producteurs obtiennent également une aide de 100 000 euros de la région des Pays de la Loire ainsi qu'un soutien financier du Bureau d'accueil des tournages de la région. S'étendant, au départ, sur une durée prévisionnelle totale de seulement trois à quatre semaines, et pratiqué volontairement avec un fort degré de spontanéité afin de chercher « une espèce d'inconscience », les premières scènes sont tournées les 15 et 16 juillet aux Sables-d'Olonne — dans six ou sept lieux différents de la ville après des repérages effectués en mai : dont l'île Penotte, la plage, le Remblai et le phare, l'hôtel des Roches-Noires où séjourna Simenon durant l'été 1944 et l'équipe du film durant le tournage dans la ville, —, puis à La Flèche (figurant le Saint-Justin-du-Loup du roman) et ses environs dans la Sarthe à partir du 22 juillet,, ainsi qu'à Luché-Pringé.

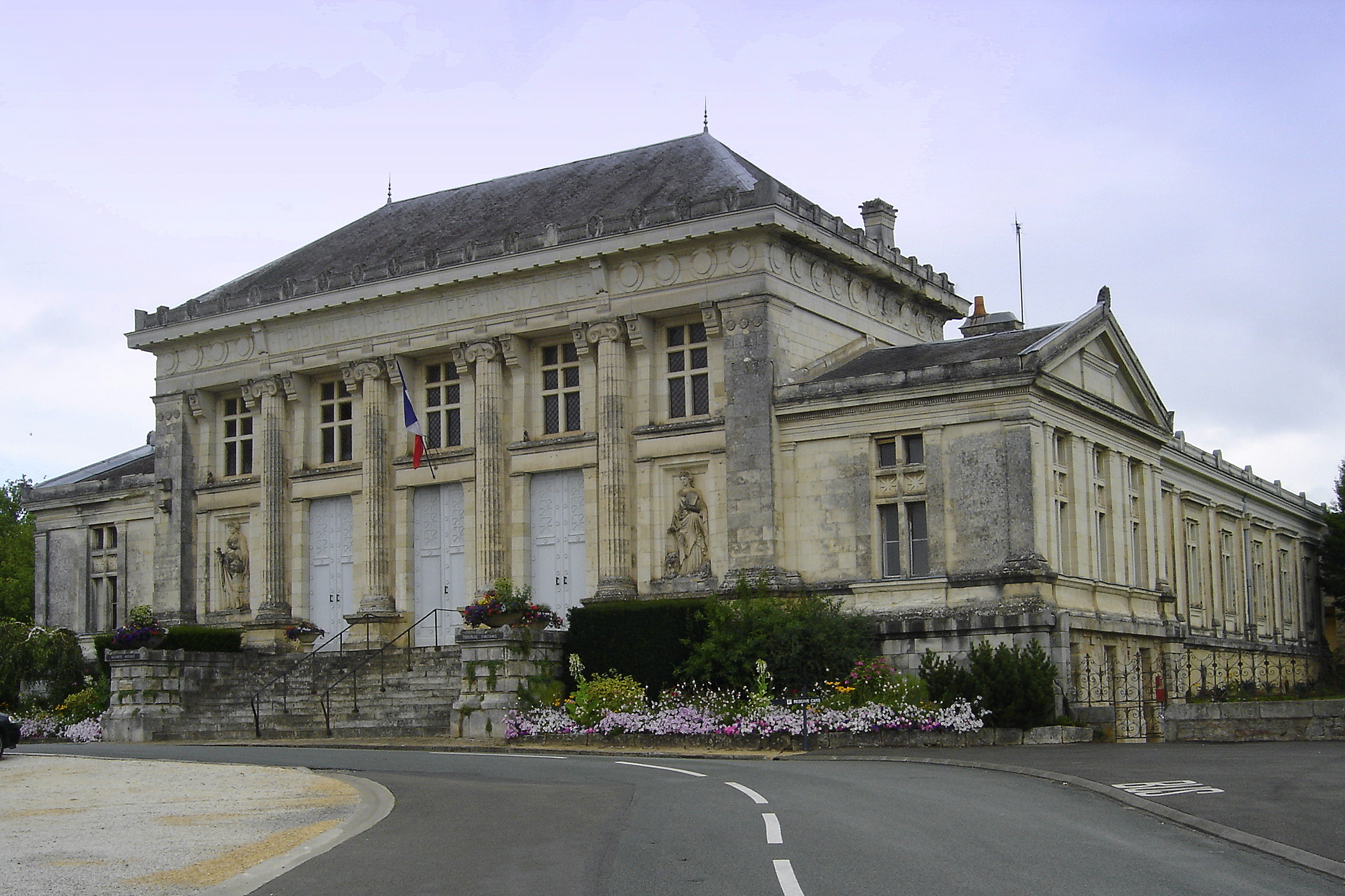
Le palais de justice de Baugé où fut tournée une partie du film.

La deuxième période de tournage est menée en novembre avec la réalisation des scènes d'enquête et de procès filmées pour partie au Tribunal de grande instance de Bobigny du 9 au 12 et dans la gendarmerie de la ville, dans une maison de la Croix Bâton aux Lucs-sur-Boulogne du 18 au 21, à nouveau à La Flèche du 22 au 24, puis au palais de justice de Baugé-en-Anjou du 28 au 30 novembre. Cette dernière partie de tournage à Baugé s'est faite avec des figurants de la région invités à participer aux scènes de procès mais surtout avec une réelle cour d'assise (avocats à la Cour, avocat général, président et huissier dans leurs propres rôles) ainsi que de vrais journalistes locaux chargés de traquer les inculpés,. Le choix du palais de justice de Baugé revêt également un aspect symbolique, qui s'est imposé à Mathieu Amalric au moment des repérages, avec la présence dans la salle d'audience d'une tapisserie bleue parsemée d'abeilles, évoquant tout à la fois une autre interprétation du titre de l'œuvre et la chambre adultère des amants dans laquelle une abeille — dans le roman il s'agit d'une mouche — se pose sur le ventre de la femme.
Au total le tournage, effectué en deux périodes distinctes pour figurer les deux saisons du film, dure vingt-neuf jours et se termine le 7 décembre 2013.

## Présentations festivalières et sorties nationales
La Chambre bleue est sélectionné au festival de Cannes dans la section Un certain regard où il est présenté le 16 mai 2014. Le film fait sa sortie généralisée en France et en Suisse le jour de sa présentation à Cannes. L'exploitation en salles du film a réalisé 153 732 entrées en France faisant de celui-ci le dixième film français le plus rentable en salles de l'année 2014. Le film totalise également 7 658 entrées en Belgique et 10 436 entrées en Suisse ainsi qu'environ 30 000 entrées aux États-Unis.
Le film, rediffusé en première partie de soirée sur Arte le 25 mars 2020, réalise l'une des meilleures audiences cinématographiques de la chaîne culturelle avec deux millions de téléspectateurs.

## Distinctions

### Sélections
- Festival de Cannes 2014 : sélection Un certain regard
- Festival international du film de Saint-Sébastien 2014 : sélection Pearls

### Nomination
- César 2015 : Mathieu Amalric et Stéphanie Cléau dans la catégorie « meilleure adaptation ».